# 三好政权

三好家家纹：三阶菱与五枚钉拔

三好政权（日语：／）是日本战国时代由三好氏建立的武家政权，存在于天文十八年（1549年）至永禄十一年（1568年）。该政权不同于当时其他战国大名的地方性政权，而被认为是具有中央集权特征的政权，因此在战国时代的日本政治结构中占有特殊地位。三好政权有时被视为统一政权的先驱，为之后织田政权的出现奠定了基础。

## 历任领袖
1. 三好长庆（1549年—1564年）
2. 三好义继（1564年—1568年）